# Chuderovec
Chuderovec (německy Kleinkaudern) je malá vesnice, část obce Chuderov v okrese Ústí nad Labem. Nachází se asi 1 km na sever od Chuderova. V roce 2011 zde trvale žilo 86 obyvatel.
Chuderovec je také název katastrálního území o rozloze 2,3 km².

## Historie
První písemná zmínka o vesnici pochází z roku 1348.

## Obyvatelstvo
Při sčítání lidu v roce 1921 zde žilo 48 obyvatel (z toho dvacet mužů), z nichž byli dva Čechoslováci a 46 Němců. Kromě tří evangelíků se hlásili k římskokatolické církvi. Podle sčítání lidu z roku 1930 měla vesnice 38 obyvatel: jednoho Čechoslováka a 37 Němců. Všichni byli římskými katolíky.
| | 1869 | 1880 | 1890 | 1900 | 1910 | 1921 | 1930 | 1950 | 1961 | 1970 | 1980 | 1991 | 2001 | 2011 |
| --- | ---- | ---- | ---- | ---- | ---- | ---- | ---- | ---- | ---- | ---- | ---- | ---- | ---- | ---- |
| Obyvatelé | 132  | 131  | 114  | 106  | 130  | 115  | 103  | 38   | 24   | 34   | 34   | 27   | 47   | 86   |
| Domy | 23   | 23   | 23   | 23   | 23   | 25   | 25   | 16   | .    | 7    | 9    | 8    | 12   | 25   |
| Tabulka zahrnuje údaje osady Neznabohy a počet domů z roku 1961 je zahrnut v celkovém počtu domů místní části Chuderov. |      |      |      |      |      |      |      |      |      |      |      |      |      |      |

## Osobnosti
Ve vesnici se narodil a žil statkář a českoněmecký politik, poslanec Českého zemského sněmu a Říšské rady Franz Böns.